# 18548 Christoffel
18548 Christoffel (1997 AN12) là một tiểu hành tinh vành đai chính được phát hiện ngày 10 tháng 1 năm 1997 bởi P. G. Comba ở Prescott.